# Morgan (Name)
Morgan ist im englischen Sprachraum, besonders in Wales, Name verschiedener Personen, Orte und Objekte. Er kommt bei Personen sowohl als Vor- als auch als Nachname vor, auch in Frankreich, und stammt aus dem Walisischen und dem Bretonischen, wo er „(geboren) vom Meer“ bedeutet.

## Familie
- Morgan (Adelsgeschlecht), Familie der Gentry aus Wales

## Familienname (auchDe Morgan)

### A
- Abi Morgan (* 1968), britische Dramatikerin und Drehbuchautorin
- Agnes Fay Morgan (1884–1968), US-amerikanische Chemikerin
- Al Morgan (1908–1974), US-amerikanischer Jazzmusiker
- Alan Morgan (Segler) (1909–1984), US-amerikanischer Segler
- Alan Morgan (Bischof) (1940–2011), Bischof von Sherwood
- Alan Morgan (Fußballspieler, 1973) (* 1973), walisischer Fußballspieler
- Alan Morgan (Fußballspieler, 1983) (* 1983), schottischer Fußballspieler
- Alasdair Morgan (* 1945), schottischer Politiker
- Alex Morgan (* 1989), US-amerikanische Fußballspielerin
- Alexander Morgan (* 1994), australischer Radrennfahrer
- Allen Morgan (Ornithologe) (1925–1990), US-amerikanischer Ornithologe
- Allen Morgan (Ruderer) (1925–2011), US-amerikanischer Ruderer (Steuermann)
- Alun Morgan (1928–2018), britischer Jazzkritiker und Jazzautor
- Andrew Morgan (Musiker) (1901–1972), US-amerikanischer Jazzklarinettist und -saxofonist
- Andrew Morgan (Skilangläufer) (* 1934), britischer Skilangläufer
- Andrew Morgan (Regisseur) (* 1942), britischer Fernsehregisseur
- Andrew Price Morgan (1836–1907), US-amerikanischer Botaniker
- Andrew R. Morgan (* 1976), US-amerikanischer Astronaut
- Ann Haven Morgan (1882–1966), amerikanische Zoologin, Ökologin und Hochschullehrerin
- Anna Euphemia Morgan (1874–1935), australische Aktivistin der Aborigines
- Anne Morgan (Maskenbildnerin), Maskenbildnerin, Oscar-Preisträgerin
- Anne Eugenia Felicia Morgan (1845–1901), US-amerikanische Philosophin, Schriftstellerin, Spieleerfinderin und Hochschullehrerin
- Anne Tracy Morgan (1873–1952), US-amerikanische Philanthropin
- Annika Morgan (* 2002), deutsche Snowboarderin
- Ashtone Morgan (* 1991), kanadischer Fußballspieler
- Augustus De Morgan (1806–1871), englischer Mathematiker

### B
- Barbara Morgan (Fotografin) (1900–1992), amerikanische Künstlerin, Fotografin
- Barbara Morgan (* 1951), US-amerikanische Astronautin
- Bari Morgan (* 1980), walisischer Fußballspieler
- Barry Morgan (* 1947), britischer Geistlicher, Erzbischof von Wales
- Ben Morgan (* 1989), englischer Rugby-Union-Spieler
- Bernice Morgan (* 1935), kanadische Schriftstellerin
- Billy Morgan (Fußballspieler, 1878) (William Henry Morgan; 1878–1939), englischer Fußballspieler
- Billy Morgan (Fußballspieler, 1891) (William Albert Morgan; 1891–1966), englischer Fußballspieler
- Billy Morgan (Fußballspieler, 1896) (William Morgan; 1896–1993), englischer Fußballspieler
- Billy Morgan (Snowboarder) (* 1989), britischer Snowboarder
- Bob Morgan (Schauspieler) (1919–1999), US-amerikanischer Schauspieler
- Bob Morgan (* 1967), britischer Wasserspringer
- Brian Morgan (* 1968), englischer Snookerspieler
- Brianna Morgan (* 1994), US-amerikanische Tennisspielerin
- Brit Morgan (* 1987), amerikanische Schauspielerin

### C
- Calvin Morgan (* 1995), anguillanischer Fußballspieler
- Camillo Morgan (1860–1925), österreichischer Jagdschriftsteller
- Catherine Morgan (* 1961), britische Klassische Archäologin
- Ceri Morgan (1947–2020), walisischer Dartspieler
- Chad Morgan (1933–2025), australischer Country-Sänger und Gitarrist
- Charles Morgan (General) (1575–1642), britischer General im Dreißigjährigen Krieg
- Charles Morgan (1795–1878), US-amerikanischer Eisenbahnunternehmer
- Charles Morgan (Politiker, 1736) (1736–1787), britischer Politiker
- Charles Morgan (Offizier, 1741) (1741–1818), britischer Generalmajor, Oberbefehlshaber in Indien
- Charles Morgan (Politiker, 1828) (1828–1854), britischer Politiker
- Charles H. Morgan (1902–1984), US-amerikanischer Klassischer Archäologe und Kunsthistoriker
- Charles Henry Morgan (1842–1912), US-amerikanischer Politiker
- Charles Langbridge Morgan (1894–1958), britischer Schriftsteller
- Charles Octavius Swinnerton Morgan (1803–1888), britischer Politiker, Mitglied des House of Commons
- Chesty Morgan (* 1937), polnische Striptease-Tänzerin und Fotomodell, gelegentliche Schauspielerin
- Chris Morgan (Autor) (* 1946), britischer Science-Fiction-Autor
- Chris Morgan (Journalist) (1952–2008), britischer Journalist
- Chris Morgan (Kraftsportler) (* 1973), britischer Kraftsportler
- Chris Morgan (Fußballspieler) (* 1977), englischer Fußballspieler und -trainer
- Chris Morgan (Fußballspieler, 1976) (* 1976), nordirischer Fußballspieler
- Chris Morgan (Drehbuchautor), US-amerikanischer Drehbuchautor und Produzent
- Chris Morgan, 1974 bis 1977 Gitarrist der Gruppe Canned Heat
- Chris Morgan, zeitweiliger Künstlername des US-amerikanischen Wrestlers Chris Kanyon (1970–2010)
- Christopher Morgan (Politiker) (1808–1877), US-amerikanischer Jurist und Politiker
- Christopher Morgan (Bischof) (* 1947), britischer Bischof von Colchester
- Christopher Morgan (Ruderer) (* 1982), australischer Ruderer
- Cindy Morgan (1954–2023), US-amerikanische Schauspielerin
- Cindy Morgan (Sängerin), (* 1968), US-amerikanische Sängerin
- Claire Morgan (1921–1995), US-amerikanische Schriftstellerin, siehe Patricia Highsmith
- Cliff Morgan (1930–2013), walisischer Rugbyspieler und Sportreporter
- Colin Morgan (Judoka) (* 1973), kanadischer Judoka
- Colin Morgan (* 1986), britischer Schauspieler
- Conway Lloyd Morgan (1948–2011), walisischer Autor und Kulturjournalist
- Conwy Lloyd Morgan (1852–1936), britischer Zoologe und Psychologe
- Courtenay Morgan, 1. Viscount Tredegar (1867–1934), britischer Adliger, Militär und Politiker
- Craig Morgan (* 1965), US-amerikanischer Countrysänger

### D
- Dan Morgan (Buschranger) (1830–1865), australischer Buschranger
- Dan Morgan (Schriftsteller) (1925–2011), britischer Science-Fiction-Autor
- Dan Morgan (Footballspieler) (* 1978), US-amerikanischer American-Football-Spieler
- Dan Morgan (Fußballspieler) (* 1990), neuseeländischer Fußballspieler
- Daniel Morgan (Politiker) (1736–1802), US-amerikanischer General und Politiker
- Daniel N. Morgan (1844–1931), US-amerikanischer Bankier und Regierungsbeamter
- Danny Morgan (* 1983), britischer Schauspieler und Drehbuchautor
- Darren Morgan (* 1966), walisischer Snookerspieler
- Dave Morgan (1944–2018), britischer Autorennfahrer
- David Morgan (Soziologe) (1937–2020), britischer Soziologe
- David Morgan (Schwimmer) (* 1994), australischer Schwimmer
- David Wells Morgan (1959–2013), US-amerikanischer Romanist und Neolatinist
- Debbi Morgan (* 1956), US-amerikanische Schauspielerin
- Debelah Morgan, US-amerikanische R&B -Sängerin und Songschreiberin
- Delyth Morgan, Baroness Morgan of Drefelin (* 1961), britische Politikerin (Labour Party)
- Dennis Morgan (1908–1994), US-amerikanischer Schauspieler
- Derek Morgan (* 1935), englischer Rugby-Union-Spieler
- Dermot Morgan (1952–1998), irischer Komiker, Schauspieler und Lehrer
- Derrick Morgan (* 1940), jamaikanischer Sänger
- Derrick Morgan (Footballspieler) (* 1989), US-amerikanischer American-Football-Spieler
- Diane Morgan (* 1975), englische Schauspielerin und Komikerin
- Dick Morgan (Gitarrist), US-amerikanischer Gitarrist
- Dick Morgan (Pianist) (1929–2013), US-amerikanischer Jazzmusiker
- Dick Thompson Morgan (1853–1920), US-amerikanischer Politiker
- Dinsdale Morgan (* 1972), jamaikanischer Hürdenläufer
- Donald M. Morgan (* 1932), US-amerikanischer Kameramann
- Dougie Morgan (1947–2020), schottischer Rugby-Union-Spieler

### E
- Earle Morgan (1905–1960), US-amerikanischer Filmtechniker
- Edmund Robert Morgan (1888–1979), britischer Geistlicher, Bischof von Southampton und Truro
- Edmund S. Morgan (1916–2013), US-amerikanischer Historiker
- Edward Morgan (Politiker) († 1633), englischer Politiker
- Edward Morgan, 1. Baronet († 1653), englischer Adliger
- Edward Morgan, 2. Baronet († 1679), englischer Adliger
- Edward Morgan, 3. Baronet († 1682), englischer Adliger und Politiker
- Edward Morgan (1906–1952), neuseeländischer Boxer, siehe Ted Morgan (Boxer)
- Edwin Morgan (Dichter) (1920–2010), schottischer Dichter und Literaturkritiker
- Edwin B. Morgan (1806–1881), US-amerikanischer Politiker
- Edwin D. Morgan (1811–1883), US-amerikanischer Politiker
- Edwin Vernon Morgan (1865–1934), US-amerikanischer Diplomat
- Elaine Morgan (1920–2013), britische Schriftstellerin und Drehbuchautorin
- Elliot S. N. Morgan, US-amerikanischer Politiker
- Eluned Morgan (* 1967), walisische Politikerin (Labour Party)
- Elystan Morgan, Baron Elystan-Morgan (1932–2021), britischer Politiker
- Emma Leavitt-Morgan (1865–1956), US-amerikanische Tennisspielerin
- Eoin Morgan (* 1986), irischer und englischer Cricketspieler
- Ephraim F. Morgan (1869–1950), US-amerikanischer Politiker
- Ernie Morgan († 2013), britischer Fußballspieler
- Ernst Morgan (1902–1957), österreichischer Schauspieler, Sänger, Autor, Ausstatter und Kabarettist
- Esme Morgan (* 2000), englische Fußballspielerin
- Evan Morgan, 2. Viscount Tredegar (1893–1949), britischer Adliger, Künstler, Militär und Politiker
- Evans B. Morgan, vincentischer Politiker
- Evelyn De Morgan (1855–1919), englische Malerin

### F
- Ffion Morgan (* 2000), walisische Fußballspielerin
- Frank Morgan (1890–1949), US-amerikanischer Schauspieler
- Frank Morgan (Musiker) (1933–2007), US-amerikanischer Jazzmusiker
- Frederick Morgan (Politiker, 1834) (1834–1909), britischer Politiker
- Frederick Morgan (1873–1954), britischer Adliger und Politiker, siehe Frederic Morgan, 5. Baron Tredegar
- Frederick Morgan (Sportschütze) (1893–1980), südafrikanischer Sportschütze
- Frederick Morgan (Leichtathlet) (* 1965), Speerwerfer aus Amerikanisch-Samoa
- Frederick E. Morgan (1894–1967), britischer General

### G
- Gareth Morgan (1943), britisch-kanadischer Organisationstheoretiker
- Garfield Morgan (1931–2009), britischer Schauspieler
- Garrett Morgan (1877–1963), US-amerikanischer Erfinder
- Garrick Morgan (* 1970), australischer Rugby-Union-Spieler
- Gary Morgan (* um 1935), kanadischer Jazzmusiker
- Gary S. Morgan (* 1952), US-amerikanischer Wirbeltierpaläontologe
- Gene Morgan (Schauspieler) (1893–1940), US-amerikanischer Schauspieler
- Gene Morgan (Skilangläufer) (* 1944), US-amerikanischer Skilangläufer
- George Morgan (Musiker) (1924–1975), US-amerikanischer Country-Sänger
- George Morgan (Schauspieler) (1932–2022), US-amerikanischer Schauspieler
- George Morgan (Tennisspieler) (* 1993), britischer Tennisspieler
- George H. Morgan (1841–1900), US-amerikanischer Politiker
- George W. Morgan (1820–1893), US-amerikanischer Politiker
- George Washborne Morgan (1822–1892), US-amerikanischer Organist und Komponist
- Gilbert Thomas Morgan (1872–1940), britischer Chemiker
- Giles Morgan (vor 1515–1570), englischer Politiker
- Glen Morgan (* 1961), US-amerikanischer Produzent, Regisseur und Drehbuchautor
- Gloria Morgan-Vanderbilt (Gloria Laura Mercedes Morgan; 1904–1965), US-amerikanische High Society-Lady
- Godfrey Morgan, 1. Viscount Tredegar (1831–1913), britischer Adliger, Militär und Politiker
- Gwenllian Morgan (1852–1939), britische Politikerin, Abstinenzlerin und Antiquitätenhändlerin

### H
- Hamilton Deane-Morgan, 4. Baron Muskerry (1854–1929), irischer Representative Peer im House of Lords
- Harriet Morgan (1830–1907), australische naturkundliche Illustratorin und Lepidopterologin
- Harry Morgan (1915–2011), US-amerikanischer Schauspieler
- Harry S. Morgan (1945–2011), deutscher Pornofilmregisseur und -produzent
- Haydn Morgan (1936–2018), walisischer Rugby-Union-Spieler
- Helen Morgan (1900–1941), US-amerikanische Jazz-Sängerin und Schauspielerin
- Helen Morgan (1966–2020), walisische Hockeyspielerin, siehe Helen Grandon
- Henry Morgan (um 1635–1688), walisischer Freibeuter und Vizegouverneur von Jamaika
- Henry Morgan (Schauspieler) (1915–1994), US-amerikanischer Schauspieler
- Henry Coke Morgan (* 1935), US-amerikanischer Jurist
- Henry Sturgis Morgan (1900–1982), US-amerikanischer Bankier und Unternehmer
- Herbert Morgan (Dokumentarfilmer), US-amerikanischer Autor, Produzent und Regisseur
- Herbert Morgan (Musiker) (1929–2013), US-amerikanischer Jazz-Musiker
- Herbert R. Morgan, US-amerikanischer Mikrobiologe

### I
- Ian Morgan (* 1946), englischer Fußballspieler
- Ira Morgan (1889–1959), US-amerikanischer Kameramann
- Irene Morgan (1917–2007), US-amerikanische Bürgerrechtlerin
- Isabel Morgan (auch Morgan Mountain; 1911–1996), US-amerikanische Virologin
- Isaiah Morgan (1897–1966), US-amerikanischer Jazz-Kornettist und Bandleader

### J
- J. O. Morgan (* 1978), schottischer Autor
- J. P. Morgan (John Pierpont Morgan; 1837–1913), US-amerikanischer Unternehmer und Bankier
- J. P. Morgan, Jr. (John Pierpont Morgan, Jr.; 1867–1943), US-amerikanischer Unternehmer und Bankier
- Jacques de Morgan (1857–1924), französischer Archäologe
- Jade Morgan (* 1987), südafrikanische Badmintonspielerin
- James Morgan (Politiker, um 1660) (um 1660–1717), englischer Politiker
- James Morgan (Politiker) (1756–1822), US-amerikanischer Politiker
- James Morgan (Ruderer), britischer Behindertensportler
- James B. Morgan (1833–1892), US-amerikanischer Politiker
- James Dada Morgan (1810–1896), US-amerikanischer General im Sezessionskrieg
- James J. Morgan (Ingenieur) (1932–2020), US-amerikanischer Umweltingenieur
- James J. Morgan (Manager), US-amerikanischer Manager
- James N. Morgan (1918–2018), US-amerikanischer Wirtschaftswissenschaftler
- Jamie Morgan (* 1971), australischer Tennisspieler
- Jane Morgan (Künstlerin) (1832–1899), irische Malerin und Bildhauerin
- Jane Morgan (Schauspielerin) (1880–1972), US-amerikanische Schauspielerin britischer Abstammung
- Jane Morgan (1924–2025), US-amerikanische Sängerin
- Janet Morgan (1921–1990), englische Squash- und Tennisspielerin
- Jason Morgan (Eishockeyspieler) (* 1976), kanadischer Eishockeyspieler
- Jason Morgan (Leichtathlet) (* 1982), jamaikanischer Diskuswerfer
- Jason Morgan (Model) (* 1986), US-amerikanisches Model
- Jaye P. Morgan (* 1931), US-amerikanische Sängerin und Schauspielerin
- Jeffrey Morgan (Autor), kanadischer Autor und Herausgeber
- Jeffrey Morgan (Musiker) (* 1954), US-amerikanischer Musiker und Komponist
- Jeffrey Dean Morgan (* 1966), US-amerikanischer Schauspieler
- Jennifer Morgan, Pseudonym von Alexandra Cordes (1935–1986), deutsche Schriftstellerin
- Jennifer Morgan (Umweltaktivistin) (* 1966), US-amerikanisch-deutsche Umweltaktivistin und Sonderbeauftragte für internationale Klimapolitik im Auswärtigen Amt
- Jennifer Morgan (Managerin) (* 1971), US-amerikanische Managerin
- Jimmy Morgan (James Patrick Morgan; 1948–1981), US-amerikanischer Bobsportler
- Joan Morgan (1905–2004), britische Schauspielerin
- JoAnn H. Morgan (* 1940), US-amerikanische Raumfahrtingenieurin
- Joe Morgan (1889–1959), US-amerikanischer Kameramann, siehe Ira Morgan
- Joe Morgan (Baseballspieler, 1930) (* 1930), US-amerikanischer Baseballspieler und -manager
- Joe Morgan (Baseballspieler, 1943) (1943–2020), US-amerikanischer Baseballspieler
- Joe Morgan (Rugbyspieler) (1945–2002), neuseeländischer Rugby-Union-Spieler
- Joe Morgan (* 1979), walisischer Badmintonspieler, siehe Jonathan Neil Morgan
- Joey Morgan (1993–2021), US-amerikanischer Schauspieler in Film und Fernsehen
- John Morkan (Dekan), englischer Geistlicher, Dekan von Windsor
- John Morgan (Politiker, um 1641) (um 1641–1715), englischer Politiker
- John Morgan, 2. Baronet (um 1650–1693), englischer Adliger und Politiker
- John Morgan (Politiker, 1671) (1671–1720), britischer Politiker
- John Morgan, 4. Baronet (1710–1767), britischer Adliger und Politiker
- John Morgan (Mediziner, 1735) (1735–1789), US-amerikanischer Mediziner und Hochschullehrer
- John Morgan (Politiker, 1742) (1742–1792), britischer Politiker
- John Morgan (Mediziner, 1797) (1797–1847), britischer Mediziner und Hochschullehrer
- John Morgan (Politiker, 1846) (1846–1926), US-amerikanischer Politiker
- John Morgan (Politiker, 1861) (1861–1944), britischer Rechtsanwalt, Richter und Politiker
- John Morgan (Bischof) (1886–1957), britischer Geistlicher, Erzbischof der Church in Wales
- John Morgan, 6. Baron Tredegar (1908–1962), britischer Adliger und Offizier
- John Morgan (Leichtathlet, I), neuseeländischer Diskuswerfer
- John Morgan (Schauspieler) (1930–2004), kanadischer Komiker, Schauspieler und Autor
- John Morgan (Segler) (1930–2025), US-amerikanischer Segler
- John Morgan (Leichtathlet, 1937) (* 1937), britischer Sprinter
- John Morgan (Golfspieler) (1943–2006), englischer Golfspieler
- John Morgan (Mathematiker) (John Willard Morgan; * 1946), US-amerikanischer Mathematiker
- John Morgan
- John Aloysius Morgan (1909–2008), australischer Geistlicher, Weihbischof von Canberra
- John Hunt Morgan (1825–1864), US-amerikanischer General der Kavallerie
- John J. Morgan (John Jordan Morgan; 1770–1849), US-amerikanischer Politiker
- John Pierpont Morgan (1837–1913), US-amerikanischer Unternehmer und Bankier, siehe J. P. Morgan
- John Pierpont Morgan junior (1867–1943), US-amerikanischer Unternehmer und Bankier, siehe J. P. Morgan, Jr.
- John Tyler Morgan (1824–1907), US-amerikanischer Politiker (Demokratische Partei)
- John W. Morgan (Komponist) (* 1946), US-amerikanischer Filmkomponist
- John W. Morgan III. (* vor 1998), US-amerikanischer General
- John Vaughan-Morgan, Baron Reigate (1905–1995), britischer Politiker
- Jonathan Morgan (* 1966), US-amerikanischer Pornodarsteller, Filmregisseur und Filmproduzent
- Joseph Morgan (geb. Joseph Martin; * 1981), britischer Schauspieler
- Jude Morgan-Collie (* 2004), britischer Schauspieler
- Judith Jones-Morgan, vincentische Juristin
- Julia Morgan (1872–1957), US-amerikanische Architektin
- Julie Morgan (* 1944), britische Politikerin
- Justin Colfax Morgan (1900–1959), US-amerikanischer Jurist und Politiker

### K
- Kass Morgan (* 1984), US-amerikanische Lektorin und Autorin
- Kate Morgan († 1892), mutmaßliches Suizidopfer
- Katie Morgan (* 1980), US-amerikanische Pornodarstellerin
- Keith Morgan (Leichtathlet), neuseeländischer Kugelstoßer
- Keith Morgan, bekannt als Junior Kelly (* 1969), jamaikanischer Reggaemusiker
- Keith Morgan (Judoka) (* 1973), kanadischer Judoka
- Kelly Morgan (* 1975), walisische Badmintonspielerin
- Kenneth O. Morgan, Baron Morgan (* 1934), britischer Historiker, Hochschullehrer und Politiker (Labour Party)
- Kevin Morgan (Radsportler) (* 1948), australischer Radsportler
- Kevin Morgan (Sozialwissenschaftler) (Kevin John Morgan; * 1953), britischer Stadt- und Regionalforscher
- Kevin Morgan (Historiker) (Kevin Andrew Morgan; * 1961), britischer Historiker und Politikwissenschaftler
- Kevin Morgan (Rugbyspieler) (* 1977), walisischer Rugby-Union-Spieler

### L
- Lanny Morgan (* 1934), US-amerikanischer Jazzmusiker
- Larry Morgan (1896–1965), US-amerikanischer Politiker
- Laurie Morgan (1926–2020), britischer Jazzmusiker
- Lee Morgan (1938–1972), US-amerikanischer Jazzmusiker
- Leon O. Morgan (1919–2002), US-amerikanischer Chemiker
- Lewis Morgan (Fußballspieler) (* 1996), schottischer Fußballspieler
- Lewis Henry Morgan (1818–1881), US-amerikanischer Anthropologe
- Lewis L. Morgan (1876–1950), US-amerikanischer Politiker
- Lianne Morgan (* 1970), britische Sängerin, Gründungsmitglied der Spice Girls
- Lina Morgan († 2015), spanische Schauspielerin
- Linda J. Morgan (1952–2015), US-amerikanische Rechtsanwältin, Leiterin zweier amerikanischer Regulierungsbehörden
- Lindsey Morgan (* 1990), US-amerikanische Schauspielerin
- Liv Morgan (* 1994), amerikanische Wrestlerin
- Lorin Morgan-Richards (* 1975), US-amerikanischer Dichter, Liedtexter, Musiker, Komponist, Karikaturist, Drehbuchautor und Kinderbuchautor
- Lorrie Morgan (* 1959), US-amerikanische Countrysängerin
- Loumell Morgan (1922–1983), US-amerikanischer R&B- und Jazzmusiker
- Lucy Morgan (1940–2023), US-amerikanische Journalistin
- Luis Morgan Casey (1935–2022), US-amerikanischer Geistlicher, Apostolischer Vikar von Pando

### M
- Malena Morgan (* 1991), US-amerikanische Schauspielerin
- Manfred Morgan (1948–2015), deutscher Schlagersänger und Komponist
- Marabel Morgan (* 1937), US-amerikanische Sachbuchautorin
- Marina Morgan (* 1943), italienische Fernsehmoderatorin, Schauspielerin und Sängerin
- Mark Morgan (* 1961), US-amerikanischer Komponist
- Marlo Morgan (* 1937), US-amerikanische Ärztin und Autorin
- Mary De Morgan (1850–1907), britische Schriftstellerin
- Mary Morgan-Grenville, 11. Lady Kinloss (1852–1944), britische Peeress
- Mary Sherman Morgan (1921–2004), US-amerikanische Chemieingenieurin auf dem Gebiet von Raketentreibstoffen
- Matt Morgan (* 1976), US-amerikanischer Wrestler
- Matthew Morgan (* 1992), walisischer Rugby-Union-Spieler
- Meli’sa Morgan (* 1964), US-amerikanische Sängerin
- Mia Morgan (* 1994), deutsche Singer-Songwriterin
- Michael Morgan (Ruderer) (* 1946), australischer Ruderer
- Michael Morgan (* 1968), deutscher Schlagersänger
- Michael Hugh Morgan (1925–2012), britischer Diplomat
- Michèle Morgan (1920–2016), französische Schauspielerin
- Michelle Morgan (Journalistin) (* 1970), US-amerikanische Journalistin und Biografin
- Michelle Morgan (Drehbuchautorin), US-amerikanische Drehbuchautorin, Regisseurin und Schauspielerin
- Michelle Morgan (Schauspielerin, 1981) (* 1981), kanadische Schauspielerin und Sängerin
- Mick Morgan, britischer Rugbyspieler
- Mike Morgan (Schauspieler) (1928–1958), britischer Schauspieler
- Mike Morgan (Footballspieler, 1942) (1942–1996), US-amerikanischer Footballspieler
- Mike Morgan (Footballspieler, 1988) (* 1988), US-amerikanischer Footballspieler
- Mike Morgan (Boxer), US-amerikanischer Boxer
- Mike Morgan (Politiker) (* 1955), US-amerikanischer Politiker
- Mike Morgan (Baseballspieler) (* 1959), US-amerikanischer Baseballspieler
- Mike Morgan (Musiker) (* 1959), US-amerikanischer Bluesmusiker
- Mildred Iatrou Morgan, Tontechnikerin
- Mitch Morgan (* 1991), belgisch-kanadischer Eishockeyspieler
- Morgan Morgan-Giles († 2013), britischer Marineoffizier und Politiker

### N
- Nancy Morgan (* 1949), US-amerikanische Schauspielerin
- Nate Morgan (1964–2013), US-amerikanischer Jazzpianist
- Nathan Morgan (* 1978), britischer Leichtathlet
- Nick Morgan (* 1939), britischer Kugelstoßer
- Nicky Morgan (* 1972), britische Politikerin, Unterhaus-Abgeordnete

### O
- Oliver Morgan (Sänger) (1933–2007), US-amerikanischer Sänger
- Oliver Morgan (Schwimmer) (* 2003), britischer Schwimmer
- Olly Morgan (* 1985), englischer Rugbyspieler

### P
- Paddy Morgan (* 1943), irisch-australischer Snookerspieler
- Patrick Morgan (1917–1989), britischer Admiral
- Paul Leonard-Morgan (* 1974), britischer Komponist
- Paul Morgan (Schauspieler) (1886–1938), österreichischer Schauspieler
- Paul Morgan (Ingenieur) (1948–2001), britischer Ingenieur
- Paul Morgan (Snookerspieler), englischer Snookerspieler
- Paul Morgan (Rugbyspieler) († 2015), walisischer Rugbyspieler
- Paul Morgan (Geistlicher) (* 1964), britischer Geistlicher
- Paul Robert Morgan (* 1962), australischer Badmintonspieler
- Peter Morgan (* 1963), britischer Drehbuchautor
- Peter Morgan (Filmproduzent), US-amerikanischer Filmproduzent
- Philip Morgan (Bischof) († 1435), Bischof von Worcester und Ely
- Philip H. Morgan (1825–1900), US-amerikanischer Jurist und Diplomat
- Philip D. Morgan (* 1949), britischer Historiker
- S. Philip Morgan (* 1953), US-amerikanischer Soziologe und Demograph
- Phil Morgan (* 1974), englischer Fußballspieler
- Piers Morgan (* 1965), britischer Reporter, Autor und Moderator
- Polly Morgan, britische Kamerafrau
- Poppy Morgan (* 1983), britisches Model und Pornodarstellerin
- Priscilla Morgan (* 1934), britische Schauspielerin

### R
- Rachel Trevor-Morgan, britische Modistin
- Raleigh Morgan, Jr. (1916–1998), US-amerikanischer Romanist, Frankokanadist und Kreolist
- Ralph Morgan (1883–1956), US-amerikanischer Schauspieler
- Raymar Morgan (* 1988), US-amerikanischer Basketballspieler
- Read Morgan (* 1931), US-amerikanischer Schauspieler
- Reuben Morgan (* 1975), australischer Komponist und Musiker
- Rex Morgan (1948–2016), US-amerikanischer Basketballspieler und -trainer
- Rhodri Morgan (1939–2017), walisischer Politiker
- Richard Morgan (Schauspieler) (1958–2006), australischer Schauspieler
- Richard Morgan (Schriftsteller) (* 1965), britischer Schriftsteller
- Rob Morgan (Schauspieler) (* 1973), US-amerikanischer Filmschauspieler
- Rob Morgan (Rennfahrer) (* 1973), US-amerikanischer Rennfahrer
- Robert Morgan (Bischof) (1608–1673), walisischer Geistlicher, Bischof der Anglikanischen Kirche
- Robert Morgan (Politiker) (1880–1960), britischer Politiker
- Robert Morgan (Schriftsteller) (1921–1994), walisischer Schriftsteller
- Robert Morgan (Rugbyspieler) (1941–1999), walisischer Rugby-Union-Spieler
- Robert Morgan (Schauspieler), australischer Schauspieler
- Robert Morgan (* 1967), britischer Wasserspringer, siehe Bob Morgan
- Robert Craig-Morgan (* 1964), britischer Schauspieler
- Robert Burren Morgan (1925–2016), US-amerikanischer Jurist und Politiker
- Robert Clark Morgan (1798–1864), britischer Missionar
- Robert Dale Morgan (1912–2002), US-amerikanischer Jurist
- Robert L. Morgan (1957–2012), US-amerikanischer Schauspieler
- Robert M. Morgan († 2011), US-amerikanischer Speedboatrennfahrer
- Robin Morgan (* 1941), US-amerikanische Autorin
- Roger Morgan (1932–2015), britischer Politikwissenschaftler
- Rosemary Morgan (* 1941), britische Speerwerferin
- Roy Morgan (Illustrator) (1929–1990), britischer Illustrator und Graveur
- Roy Morgan (Dartspieler), englischer Dartspieler
- Russ Morgan (1904–1969), US-amerikanischer Bandleader

### S
- S. Philip Morgan (* 1953), US-amerikanischer Soziologe und Demograph
- Sally Morgan (* 1951), australische Künstlerin und Schriftstellerin
- Sally Morgan, Baroness Morgan of Huyton (* 1959), britische Politikerin (Labour Party)
- Sam Morgan (1887–1936), US-amerikanischer Jazz-Kornettist
- Sandra Morgan (* 1942), australische Schwimmerin
- Sarah Morgan (* 1948), britische Schriftstellerin
- Shaun Morgan (* 1978), südafrikanischer Musiker
- Shelley Taylor Morgan (* 1950), US-amerikanische Schauspielerin
- Sheryl Morgan (* 1983), jamaikanische Sprinterin und Hürdenläuferin
- Sidney Morgan (1874–1946), britischer Filmregisseur, Drehbuchautor und Produzent
- Simon Morgan (* 1966), englischer Fußballspieler
- Simpson Harris Morgan (1821–1864), US-amerikanischer Jurist, Plantagenbesitzer und Politiker
- Sonja Morgan (* 1963), US-amerikanische Schauspielerin und Designerin
- Sonny Morgan (1936–1976), US-amerikanischer Jazzmusiker
- Stanley Morgan (Autor) (1929–2018), britischer Schauspieler und Autor
- Stanley Morgan (Footballspieler, 1955) (* 1955), US-amerikanischer Footballspieler
- Stanley Morgan (Footballspieler, 1996) (* 1996), US-amerikanischer Footballspieler
- Stanley Morgan (Schauspieler), Schauspieler

- Stefani Morgan (* 1985), US-amerikanisches Model und Pornodarstellerin
- Stephen Morgan (1854–1928), US-amerikanischer Politiker
- Steve Morgan (Geschäftsmann) (Stephen Peter Morgan; * 1952), britischer Geschäftsmann und Fußballfunktionär
- Steve Morgan (Footballspieler), US-amerikanischer American-Football-Spieler
- Steve Morgan (Fußballspieler, 1968) (Stephen Morgan; * 1968), englischer Fußballspieler
- Steve Morgan (Fußballspieler, 1970) (Stephen James Morgan; * 1970), walisischer Fußballspieler
- Sydney, Lady Morgan (1776–1859), britische Schriftstellerin mit irischer Herkunft

### T
- T. Clifton Morgan (* 1956), US-amerikanischer Politikwissenschaftler
- Ted Morgan (Boxer) (1906–1952), neuseeländischer Boxer
- Ted Morgan (Autor) (1932–2023), französisch-US-amerikanischer Autor, Biograph, Journalist und Historiker
- Terence Morgan (1921–2005), britischer Schauspieler
- Thomas Morgan (Agent) (1546–1606), Spion der schottischen Königin Maria Stuart
- Thomas Morgan (General) (1604–1679), englischer General und Gouverneur
- Thomas Morgan (Musiker) (* 1981), US-amerikanischer Jazzmusiker
- Thomas Morgan (Militär) (1604–1679), englischer Militär
- Thomas Morgan (Politiker, vor 1509) (vor 1509–1565), englischer Politiker
- Thomas Morgan (Politiker, um 1534) (um 1534–1603), englischer Politiker
- Thomas Morgan (Politiker, † 1664), englischer Politiker
- Thomas Morgan (Politiker, 1664) (1664–1700), englischer Politiker
- Thomas Morgan (Politiker, 1702) (1702–1769), britischer Politiker
- Thomas Morgan (Politiker, 1727) (1727–1771), britischer Politiker
- Thomas E. Morgan (1906–1995), US-amerikanischer Politiker
- Thomas Hunt Morgan (1866–1945), US-amerikanischer Zoologe und Genetiker
- Thomas Morgan, 1. Baronet (1684–1716), englischer Adliger und Politiker
- Tod Morgan (1902–1953), US-amerikanischer Boxer im Superfedergewicht
- Tony Morgan (Segler) (1931–2024), britischer Segler
- Tony Morgan (Künstler) (1938–2004), britischer Maler, Bildhauer und Performancekünstler
- Tracy Morgan (* 1968), US-amerikanischer Schauspieler und Komiker
- Trevor Morgan (* 1986), US-amerikanischer Schauspieler
- Trevor Morgan (Fußballspieler) (* 1956), englischer Fußballspieler und -trainer
- Tyler Morgan (* 1995), walisischer Rugby-Union-Spieler

### V
- Vanessa Morgan (* 1992), kanadische Schauspielerin
- Vernon Morgan (1904–1992), britischer Leichtathlet und Journalist
- Vincent Morgan (* 1985), belgisch-kanadischer Eishockeyspieler

### W
- W. Jason Morgan (1935–2023), US-amerikanischer Geophysiker
- Wallace Morgan (1873–1948), US-amerikanischer Maler, Illustrator und Kriegsmaler
- Walter Morgan (1900–2003), britischer Biochemiker
- Walter Vaughan Morgan (1831–1916), britischer Politiker, Lord Mayor of London
- Wes Morgan (* 1984), englischer Fußballspieler
- Wesley Morgan (* 1990), kanadischer Schauspieler und Model
- Whittni Morgan (* 1997), US-amerikanische Leichtathletin
- William Morgan (Politiker, vor 1525) (vor 1525–1582), englischer Politiker
- William Morgan (Politiker, um 1542) (1542–1583), englischer Politiker und Militär
- William Morgan (Politiker, 1567) (1567–1652), englischer Politiker
- William Morgan (Politiker, † 1569), englischer Politiker
- William Morgan (Bischof) (1545–1604), walisischer Gelehrter und Geistlicher, Bischof von Llandaff und St. Asaph
- William Morgan (Politiker, um 1600) (um 1600–1649), englischer Politiker
- William Morgan (Politiker, um 1640) (um 1640–1680), englischer Politiker
- William Morgan (Politiker, 1700) (1700–1731), britischer Politiker
- William Morgan (Philanthrop) (1712–32), britischer Gelehrter und Methodist
- William Morgan (Politiker, 1725) (1725–1763), britischer Politiker
- William Morgan (Mathematiker) (1750–1833), walisischer Finanzmathematiker
- William Morgan (Freimaurergegner) (1774–1826?), US-amerikanischer Freimaurergegner
- William Morgan (Politiker, 1828) (1828–1883), australischer Politiker, Premierminister von South Australia
- William De Morgan (1839–1917), britischer Künstler und Schriftsteller.
- William Morgan (Regisseur) (1899–1964), englischer Filmregisseur und Filmeditor
- William Morgan (Guerillakämpfer) (1928–1961), US-amerikanischer Guerillakämpfer
- William Morgan (Schauspieler) irischer Schauspieler, Filmregisseur und Filmproduzent

- William Duane Morgan (1817–1887), US-amerikanischer Zeitungsmann und Politiker (Demokratische Partei)
- William Duthie Morgan (1891–1977), britischer General
- William G. Morgan (1870–1942), US-amerikanischer Sporttrainer, Erfinder des Volleyballspiels
- William J. Morgan (1840–1900), US-amerikanischer Offizier, Zeitungsredakteur und Politiker
- William Jason Morgan (1935–2023), US-amerikanischer Geophysiker, siehe W. Jason Morgan
- William Mitchell Morgan (1870–1935), US-amerikanischer Politiker
- William Morgan Sheppard (1932–2019), britischer Schauspieler
- William Pritchard Morgan (1844–1924), walisischer Politiker
- William S. Morgan (1801–1878), US-amerikanischer Politiker
- William Wilson Morgan (1906–1994), US-amerikanischer Astronom
- William Yoast Morgan (1866–1932), US-amerikanischer Politiker
- Willie Morgan (* 1944), schottischer Fußballspieler

### Y
- Yuki Morgan (1881–1963), japanische Geisha

### Z
- Ziv Morgan (* 2000), israelischer Fußballspieler

## Vorname

### Namensträgerinnen
- Morgan Arritola (* 1986), US-amerikanische Skilangläuferin
- Morgan Brian (* 1993), US-amerikanische Fußballspielerin
- Morgan Brittany (* 1951), US-amerikanische Schauspielerin
- Morgan Brown (* 1995), philippinische Fußballspielerin
- Morgan Fairchild (* 1950), US-amerikanische Schauspielerin
- Morgan le Fay, Gestalt aus der Artussage
- Morgan Grey, ein Pseudonym von Brigitte Melzer (* 1971), deutsche Autorin
- Morgan Griffin (* 1992), australische Schauspielerin
- Morgan Hart (* 1958), US-amerikanische Schauspielerin
- Morgan James (* 1981), US-amerikanische Sängerin und Musicaldarstellerin
- Morgan Lily (* 2000), US-amerikanische Schauspielerin
- Morgan McLaughlin (* 1980), kanadische Basketballspielerin
- Morgan Northrop (* 1994), US-amerikanische Freestyle-Skierin
- Morgan Obenreder (* 1995), US-amerikanische Schauspielerin
- Morgan Pressel (* 1988), US-amerikanische Profigolferin
- Morgan Callan Rogers, (* 1952), US-amerikanische Schriftstellerin, Journalistin und Schauspielerin
- Morgan Smyth (* 1986), US-amerikanische Skilangläuferin
- Morgan Turner (* 1999), US-amerikanische Schauspielerin
- Morgan York (* 1993), US-amerikanische Schauspielerin

### Namensträger
- Morgan Amalfitano (* 1985), französischer Fußballspieler
- Morgan Bates (1806–1874), US-amerikanischer Politiker
- Morgan Bulkeley (1837–1922), US-amerikanischer Politiker
- Morgan Chedhomme (* 1985), französischer Radrennfahrer
- Morgan Crofton (1826–1915), irischer Mathematiker
- Morgan J. Cunningham, ein Pseudonym von Donald E. Westlake (1933–2008), US-amerikanischer Schriftsteller
- Morgan De Sanctis (* 1977), italienischer Fußballspieler
- Morgan Earp (1851–1882), US-amerikanischer Revolverheld
- Morgan Englund (* 1964), US-amerikanischer Schauspieler
- Morgan Farley (1898–1988), US-amerikanischer Schauspieler
- Morgan Fisher (* 1942), amerikanischer Filmemacher und Künstler
- Morgan Fisher (* 1950), britischer Keyboarder
- Morgan Fox (* 1974), irischer Radrennfahrer
- Morgan Freeman (* 1937), US-amerikanischer Schauspieler
- Morgan J. Freeman (* 1969), US-amerikanischer Regisseur und Drehbuchautor
- Morgan Geist (* 1972), US-amerikanischer House-Musiker und DJ
- Morgan Gould (* 1983), südafrikanischer Fußballspieler
- Morgan Guilavogui (* 1998), französisch-guineischer Fußballspieler
- Morgan Steinmeyer Håkansson, schwedischer Musiker
- Morgan C. Hamilton (1809–1893), US-amerikanischer Politiker
- Morgan Hamm (* 1982), US-amerikanischer Turner
- Morgan Klimchuk (* 1995), kanadischer Eishockeyspieler
- Morgan Kneisky (* 1987), französischer Radsportler
- Morgan Foster Larson (1882–1961), US-amerikanischer Politiker
- Morgan Lewis (1754–1844), US-amerikanischer Jurist, Politiker und General
- Morgan Poaty (* 1997), kongolesisch-französischer Fußballspieler
- Morgan Robertson (1861–1915), US-amerikanischer Autor
- Morgan Schneiderlin (* 1989), französischer Fußballspieler
- Morgan Shuster (1877–1960), US-amerikanischer Rechtsanwalt, Beamter, Schriftsteller und Verleger
- Morgan Sparks (1916–2008), US-amerikanischer Wissenschaftler und Ingenieur
- Morgan Spurlock (1970–2024), US-amerikanischer Regisseur, Dokumentarfilmer und Drehbuchautor
- Morgan Taylor (1903–1975), US-amerikanischer Leichtathlet
- Morgan Tsvangirai (1952–2018), simbabwischer Politiker
- Morgan Weisser (* 1971), US-amerikanischer Schauspieler
- Morgan Woodward (1925–2019), US-amerikanischer Schauspieler